# بين هاو
بين هاو (بالإنجليزية: Ben Howe)‏ هو سياسي أسترالي، ولد في 21 مارس 1892 في أستراليا، وتوفي في 14 فبراير 1950. حزبياً، نشط في حزب العمال الأسترالي. وقد انتخب عضو الجمعية التشريعية نيو ساوث ويلز.